# العلاقات الأذربيجانية اليابانية
العلاقات الأذربيجانية اليابانية هي العلاقات الثنائية التي تجمع بين أذربيجان واليابان.

## مقارنة بين البلدين
هذه مقارنة عامة ومرجعية للدولتين:
| وجه المقارنة                                              | أذربيجان        | اليابان         |
| --------------------------------------------------------- | --------------- | --------------- |
| المساحة (كم2)                                             | 86.60 ألف       | 377.97 ألف      |
| عدد السكان (نسمة)                                         | 10.00 مليون     | 126.79 مليون    |
| الكثافة السكانية (ن./كم²)                                 | 115.47          | 335.45          |
| العاصمة                                                   | باكو            | طوكيو           |
| اللغة الرسمية                                             | اللغة الأذرية   | اللغة اليابانية |
| العملة                                                    | مانات أذربيجاني | ين ياباني       |
| الناتج المحلي الإجمالي (بليون دولار)                      | 40.75 مليار     | 4.87 تريليون    |
| الناتج المحلي الإجمالي (تعادل القوة الشرائية) بليون دولار | 171.56 مليار    | 5.18 تريليون    |
| الناتج المحلي الإجمالي الاسمي للفرد دولار أمريكي          | 5.50 ألف        | 34.52 ألف       |
| الناتج المحلي الإجمالي للفرد دولار أمريكي                 | 17.52 ألف       | 36.62 ألف       |
| مؤشر التنمية البشرية                                      | 0.751           | 0.903           |
| رمز المكالمات الدولي                                      | +994            | +81             |
| رمز الإنترنت                                              | .az             | .jp             |
| المنطقة الزمنية                                           | ت ع م+04:00     | توقيت اليابان   |

## منظمات دولية مشتركة
يشترك البلدان في عضوية مجموعة من المنظمات الدولية، منها:
| علم المنظمة | اسم المنظمة                               | تاريخ انضمام أذربيجان | تاريخ انضمام اليابان |
| ----------- | ----------------------------------------- | --------------------- | -------------------- |
|             | يونسكو                                    | 3 يونيو 1992          | 2 يوليو 1951         |
|             | مؤسسة التمويل الدولية                     | 11 أكتوبر 1995        | 20 يوليو 1956        |
|             | بنك التنمية الآسيوي                       | 1999                  | 1966                 |
|             | المركز الدولي لتسوية المنازعات الاستشارية | 18 أكتوبر 1992        | 16 سبتمبر 1967       |
|             | منظمة حظر الأسلحة الكيميائية              | ?                     | ?                    |
|             | مؤسسة التنمية الدولية                     | 31 مارس 1995          | 27 ديسمبر 1960       |
|             | وكالة ضمان الاستثمار متعدد الأطراف        | 23 سبتمبر 1992        | 12 أبريل 1988        |
|             | الاتحاد البريدي العالمي                   | ?                     | ?                    |
|             | الاتحاد الدولي للاتصالات                  | 10 أبريل 1992         | 29 يناير 1879        |
|             | منظمة الشرطة الجنائية الدولية             | ?                     | ?                    |
|             | الأمم المتحدة                             | 2 مارس 1992           | 18 ديسمبر 1956       |
|             | البنك الدولي للإنشاء والتعمير             | 18 سبتمبر 1992        | 13 أغسطس 1952        |

## وصلات خارجية
- موقع وزارة الخارجية الأذربيجانية
- موقع وزارة الخارجية اليابانية